# Tom McLoughlin
Thomas Maurice McLoughlin (* 19. Juli 1950 in Los Angeles, Kalifornien) ist ein US-amerikanischer Film- und Fernsehregisseur, Drehbuchautor und Schauspieler.

## Leben
Sein Debüt als Regisseur gab Tom McLoughlin 1982 mit dem Horrorfilm Sie greifen nach dem Lebenden, für den er auch das Drehbuch verfasste. Drei Jahre später inszenierte er mit Freitag der 13. Teil VI – Jason lebt den sechsten Teil der Freitag der 13.-Filmreihe. Sein Film Verabredung mit einem Engel wurde 1988 für den Saturn Award für den besten Fantasyfilm nominiert. Danach folgte vor allem die Arbeit an verschiedenen Fernsehproduktionen, so inszenierte er von 1988 bis 1989 einige Episoden der Serie Erben des Fluchs.
Er ist mit der Schauspielerin Nancy McLoughlin verheiratet und Vater zweier Kinder.

## Filmografie (Auswahl)
- 1982:	Sie greifen nach dem Lebenden (One Dark Night)
- 1986: Freitag der 13. Teil VI – Jason lebt (Friday the 13th Part VI: Jason Lives)
- 1987: Verabredung mit einem Engel (Date with an Angel – Regie, Drehbuch, Darstellung)
- 1988: Critters 2 – Sie kehren zurück (Critters 2: The Main Course) (Schauspieler)
- 1991: Manchmal kommen sie wieder (Sometimes They Come Back)
- 1992: American Inferno (The Fire Next Time)
- 1996: Weihnachtsmann aus Leidenschaft (A Different Kind of Christmas)
- 2001: The Unsaid – Lautlose Schreie (The Unsaid)
- 2002: Mord in Greenwich (Murder in Greenwich)
- 2003: Sniper – Der Heckenschütze von Washington (D.C. Sniper: 23 Days of Fear)
- 2004: She’s Too Young
- 2005: Odd Girl Out
- 2005: Cyber Seduction: His Secret Life
- 2006: Not Like Everyone Else
- 2007: The Staircase Murders
- 2008: Fab Five: The Texas Cheerleader Scandal